# مستشفى الجهراء
مستشفى الجهراء، هو مستشفى عام يقع في منطقة الجهراء في محافظة الجهراء بدولة الكويت، وهو يتبع من الناحية الإدارية منطقة الجهراء الصحية،، ويُعد من أكبر المنشآت الصحية في البلاد. تأسس المستشفى الأصلي عام 1981 لخدمة سكان المحافظة، ثم جرى تطويره لاحقًا عبر مشروع ضخم عُرف باسم مدينة الجهراء الطبية، التي افتُتحت رسميًا في 2 يوليو 2018، لتكون واحدة من أضخم وأحدث المجمعات الطبية في المنطقة.
يقدم المستشفى خدماته بشكل عام لجميع سكان محافظة الجهراء.

## التاريخ
افتُتح المستشفى القديم عام 1981 كمرفق أساسي يقدم خدمات الرعاية الصحية لسكان محافظة الجهراء والمناطق المحيطة بها، وكان يضم أقسام الطوارئ، الجراحة، الباطنية، النساء والولادة، إضافة إلى خدمات المختبر والأشعة.
في عام 2013، أطلقت وزارة الصحة مشروع إنشاء مدينة الجهراء الطبية وفق معايير حديثة وبنية تحتية متطورة، واستغرق البناء نحو خمس سنوات حتى الافتتاح الرسمي في 2018.

## الموقع والمساحة
تقع مدينة الجهراء الطبية في موقع المستشفى القديم بمحافظة الجهراء، على مساحة أرض تبلغ حوالي 235,000 متر مربع، وبمساحة بناء تزيد على 724,000 متر مربع، مما يجعلها من أكبر المشاريع الطبية في الكويت.

## التصميم المعماري
جاء تصميم المستشفى على شكل أربعة أبراج رئيسية متصلة ببنية مركزية، مع واجهات زجاجية تسمح بوفرة الضوء الطبيعي. استُلهم الشكل الخارجي من الطبيعة عبر خطوط منحنية تُشبه أوراق النباتات، مع ممرات داخلية واسعة وتوزيع مدروس للأقسام بما يحقق سهولة الحركة بين المرافق.

## المرافق والخدمات
تضم مدينة الجهراء الطبية مجموعة من المرافق المتقدمة، منها:
- 1234 سريرًا، منها 156 سرير عناية مركزة (ICU).[2]
- 36 غرفة عمليات، منها غرف هجينة مجهزة بأحدث التقنيات.
- قسم طوارئ واسع ومجهز.
- مختبر مركزي متطور.
- مركز أمومة متكامل.
- قسم الأشعة والتصوير الطبي، بما في ذلك الطب النووي.
- صيدلية آلية ونظام نقل داخلي آلي (PTS).
- مهبط لطائرات الإسعاف العمودي.[6]

## التخصصات الطبية والإنجازات
يضم المستشفى مختلف التخصصات الطبية العامة والدقيقة، ومن أبرز إنجازاته حصول قسم الجراحة على اعتراف كمركز متميز في جراحات السمنة، كما شهد إجراء العديد من العمليات الجراحية الكبرى بالمنظار على يد فرق طبية محلية ودولية.

## الأهمية
يلعب مستشفى الجهراء دورًا محوريًا في توفير الرعاية الصحية لسكان محافظة الجهراء والمناطق المجاورة، ويمثل نموذجًا للتطور في قطاع الصحة الكويتي من خلال دمج التصميم الحديث بالتجهيزات الطبية المتقدمة.